# David Easton
David Easton (født 24. juni 1917 i Toronto, død 19. juli 2014) var en canadiskfødt amerikansk politolog. Han var tilhænger af behavioralismen. Han har lagt navn til Eastons model, som er en relativ simpel model, der via begreberne input og output beskriver den politiske proces. Easton er desuden kendt for sin definition af politik som "den autoritative fordeling af værdier med gyldighed for samfundet." 